# Bernhard Vošicky (Priester)

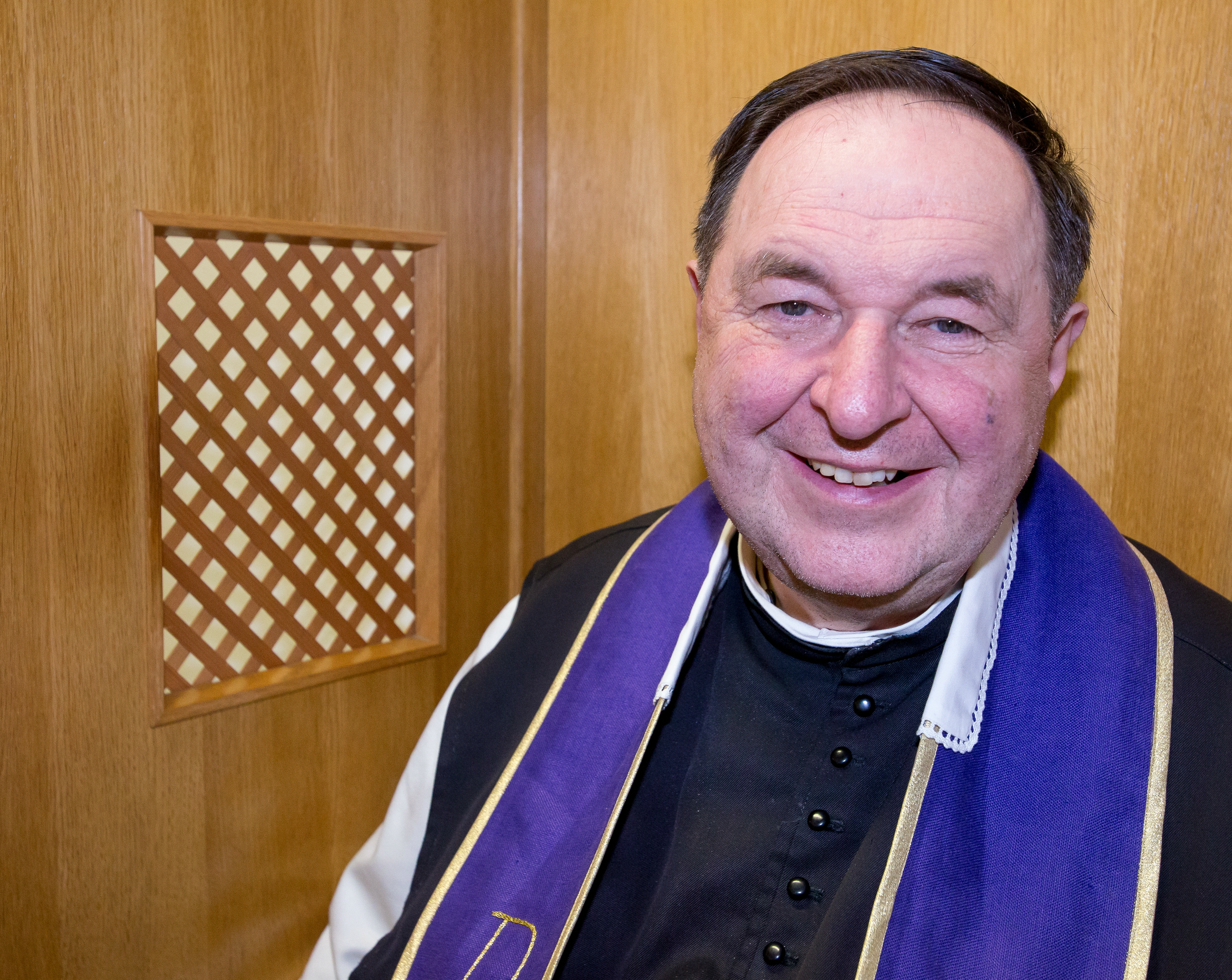
Bernhard Vošicky im Beichtstuhl, vor 2016

Bernhard Vošicky, OCist (* 9. August 1950 in Wien als Johann Vošicky) ist ein österreichischer Priestermönch des Zisterzienserstiftes Heiligenkreuz, Liturgiewissenschafter, Prediger und Beichtvater.

## Leben
Vošicky wurde als Sohn eines Arztes in Wien geboren und auf den Namen Johann getauft. 1968 maturierte er und studierte anschließend Theologie an der Universität Wien als Alumne des Wiener Priesterseminars. Er entschied sich für die Einkleidung im Zisterzienserstift Heiligenkreuz und legte nach einjährigem Noviziat am 15. August 1973 die Zeitliche Profess ab; bei der Aufnahme hatte er den Ordensnamen Bernhard bekommen. Bis Jänner 1975 besuchte er das Päpstliche Liturgische Institut St. Anselm in Rom. Die Priesterweihe empfing er am Hochfest Peter und Paul (29. Juni) im Heiligen Jahr 1975 auf dem Petersplatz durch Papst Paul VI.
Nachdem er das Lizenziat für Liturgiewissenschaft erworben hatte, war er ab 1976 als Assistent von Leopold Lentner Lehrbeauftragter für Liturgiewissenschaft der Hochschule in Heiligenkreuz. Außerdem war er Mitarbeiter an der Erstellung eines neuen lateinischen Breviers für den Zisterzienserorden; es wurde 1978 herausgegeben. Während seiner Zeit in Heiligenkreuz war er Mitglied des Engelwerkes. Zum Promotionsstudium kehrte Vošicky 1983 nach St. Anselm in Rom zurück, wo er am 31. Jänner 1985 die Defensio seiner Dissertation über Sacramentum und Mysterium bei Bernhard von Clairvaux hielt. Nach seinem Doktoratsstudium kam er wieder nach Heiligenkreuz, wo er seit dem 2. Juli 1985 als Professor für Liturgiewissenschaft und Sakramententheologie unter anderem im Theologischen Grundkurs (Bibelwissenschaft und Moraltheologie) unterrichtet.
Zusätzlich zur wissenschaftlichen Tätigkeit war Vošicky ab 1977 Socius des Novizenmeisters und ab April 1978 Delegierter der Österreichischen Zisterzienserkongregation für die Liturgische Kommission des Ordens. Seine seelsorgliche Tätigkeit rückte in den Mittelpunkt seines Wirkens. Von 1988 bis 1998 war er Pfarrer in Maria Raisenmarkt, anschließend ein Jahr Pfarrer in Sulz im Wienerwald und von 1999 bis 2000 (Heiliges Jahr) Wallfahrtsseelsorger im Stift Heiligenkreuz. Er war von 2000 bis 2009 Stiftspfarrer und von 2001 bis 2004 Subprior des Stiftes; 2011–2019 hatte er dieses Amt wieder inne.
Der gleichnamige Radiomoderator Bernhard Vošicky ist sein Neffe.

## Aussagen zum Beichtsakrament
In einem Interview aus dem Jahr 2021 erklärte der Zisterzienserpater, dass Menschen in der Beichte „nicht nur das Grauen und das Schreckliche der Sünde erfahren, sondern ganz unmittelbar auch die Herrlichkeit der Gnade, der Barmherzigkeit Gottes.“ Das Beichtgeheimnis sei „das strengste Geheimnis, das es auf Erden gibt“. Weiters betonte er, dass Menschen durch eine gute Beichte ausstrahlender, ja schöner werden: „Ich sage immer, die Beichte sei der Schönheitssalon der Römisch-Katholischen Kirche. Eine Frau die gut gebeichtet hat, ist nachher jünger und schöner – eben erleichtert.“

## Veröffentlichungen (in Auswahl)
- Das neue lateinische Cistercienser-Stundenbuch. In: Heiliger Dienst, Jg. 33 (1979), S. 123–128. Zugleich in: Sancta Crux, Jg. (1979), S. 54–58.
- In Liebe heilen. Die Begriffe „sacramentum“ und „mysterium“ in den Werken Bernhards von Clairvaux (= Heiligenkreuzer Studienreihe, Bd. 5). Verein der Heiligenkreuzer Hochschulfreunde, Heiligenkreuz 1987.
- Bernhards Leben mit der Eucharistie. In: Dieter R. Bauer, Gotthard Fuchs (Hrsg.): Bernhard von Clairvaux und der Beginn der Moderne. Tyrolia-Verlag, Innsbruck und Wien 1996, ISBN 978-3-7022-1878-2, S. 214–228.
- Bernhard über Bernhard. Be&Be, Heiligenkreuz im Wienerwald 2008, ISBN 978-3-9519898-4-6
- Schau auf den Herrn! Begegnungen mit Gott und seinen Heiligen. Be&Be, Heiligenkreuz im Wienerwald 2010, ISBN 978-3-902694-19-5.
- mit Hinrich E. Bues: Pater Bernhard – Nur die Liebe heilt. Be&Be, Heiligenkreuz im Wienerwald 2015, ISBN 978-3-902694-87-4.
- Pater Bernhard, wie geht beichten? Be&Be, Heiligenkreuz im Wienerwald 2022, ISBN 978-3-903602-54-0.